# Fichier BALSAC
Pour les articles homonymes, voir Balsac.
Le fichier BALSAC est une banque de données informatisées permettant la construction des généalogies à l’échelle de la population du Québec
depuis le XVIIe siècle. 

## Historique
Le fichier BALSAC est développé depuis quarante ans à l’université du Québec à Chicoutimi, en partenariat avec l’Université Laval, l’Université McGill et l’Université de Montréal. Les données proviennent de l’état civil. Elles rendent possible une utilisation exploitation dans plusieurs champs disciplinaires tels que la génétique humaine, la démographie, la géographie, la sociologie et l’histoire. La première phase de construction du fichier fut consacrée à la population de la région du Saguenay-Lac-St-Jean. Environ 660 000 actes de baptême, de mariage et de sépulture enregistrés dans cette région de 1838 à 1971 ont été saisis et jumelés ,. Le fichier BALSAC fut par la suite progressivement étendu à l’ensemble du territoire québécois, pour les XIXe et XXe siècles, en restreignant la saisie et le jumelage des données aux actes de mariage seulement, sauf pour quelques régions pour lesquelles les actes de baptême et de sépulture étaient déjà informatisés (Charlevoix et les Iles-de-la-Madeleine en partie). En 2016, la saisie et le jumelage de presque tous les actes de mariage de confession catholique du Québec de 1800 à 1940 (soit environ 1,25 million d’actes) est complétée.